# العلاقات الصينية الدومينيكانية
العلاقات الصينية الدومينيكانية هي العلاقات الثنائية التي تجمع بين الصين وجمهورية الدومينيكان.

## مقارنة بين البلدين
هذه مقارنة عامة ومرجعية للدولتين:
| وجه المقارنة                                              | الصين                    | جمهورية الدومينيكان |
| --------------------------------------------------------- | ------------------------ | ------------------- |
| المساحة (كم2)                                             | 9.60 مليون               | 48.67 ألف           |
| عدد السكان (نسمة)                                         | 1.33 مليار               | 10.40 مليون         |
| الكثافة السكانية (ن./كم²)                                 | 138.54                   | 213.68              |
| العاصمة                                                   | بكين                     | سانتو دومينغو       |
| اللغة الرسمية                                             | اللغة الصينية القياسية   | اللغة الإسبانية     |
| العملة                                                    | رنمينبي                  | بيزو دومنيكاني      |
| الناتج المحلي الإجمالي (بليون دولار)                      | 12.24 تريليون            | 75.93 مليار         |
| الناتج المحلي الإجمالي (تعادل القوة الشرائية) بليون دولار | 19.82 تريليون            | 149.89 مليار        |
| الناتج المحلي الإجمالي الاسمي للفرد دولار أمريكي          | 8.03 ألف                 | 6.47 ألف            |
| الناتج المحلي الإجمالي للفرد دولار أمريكي                 | 13.21 ألف                | 13.26 ألف           |
| مؤشر التنمية البشرية                                      | 0.728                    | 0.715               |
| رمز المكالمات الدولي                                      | +86                      | +1809، +1829، +1849 |
| رمز الإنترنت                                              | .cn، .中国 ‏، .中國 ‏      | .do                 |
| المنطقة الزمنية                                           | توقيت الصين، ت ع م+08:00 | 00                  |

## مدن متوأمة
في ما يلي قائمة باتفاقيات التوأمة بين مدن صينية ودومينيكانية:
- ترتبط بكين مع سانتو دومينغو باتفاقية توأمة منذ 14 مارس 1979.

## منظمات دولية مشتركة
يشترك البلدان في عضوية مجموعة من المنظمات الدولية، منها:
| علم المنظمة | اسم المنظمة                        | تاريخ انضمام الصين | تاريخ انضمام جمهورية الدومينيكان |
| ----------- | ---------------------------------- | ------------------ | -------------------------------- |
|             | المنظمة الهيدروغرافية الدولية      | ?                  | ?                                |
|             | الاتحاد البريدي العالمي            | ?                  | ?                                |
|             | يونسكو                             | 4 نوفمبر 1946      | 4 نوفمبر 1946                    |
|             | البنك الدولي للإنشاء والتعمير      | 27 ديسمبر 1945     | 18 سبتمبر 1961                   |
|             | منظمة التجارة العالمية             | 11 ديسمبر 2001     | ?                                |
|             | وكالة ضمان الاستثمار متعدد الأطراف | 30 أبريل 1988      | 7 مارس 1997                      |
|             | منظمة الشرطة الجنائية الدولية      | ?                  | ?                                |
|             | مؤسسة التمويل الدولية              | 15 يناير 1969      | 31 أكتوبر 1961                   |
|             | الأمم المتحدة                      | 25 أكتوبر 1971     | 24 أكتوبر 1945                   |
|             | مؤسسة التنمية الدولية              | 24 سبتمبر 1960     | 16 نوفمبر 1962                   |
|             | منظمة حظر الأسلحة الكيميائية       | ?                  | ?                                |

## وصلات خارجية
- موقع وزارة الخارجية الصينية